# Spellemannprisen 1981
Der Spellemannpris 1981 war die zehnte Ausgabe des norwegischen Musikpreises Spellemannprisen. Die Nominierungen berücksichtigten Veröffentlichungen des Musikjahres 1981. Die Preisverleihung fand am 6. Februar 1982 im Osloer Chateau Neuf statt. Die Veranstaltung wurde vom Norsk rikskringkasting (NRK) im Radio und Fernsehen übertragen. Den Ehrenpreis („Hedersprisen“) erhielt Henning Sommerro.

## Gewinner
| Kategorie                                                              | Gewinner                                    | Werk                   |
| ---------------------------------------------------------------------- | ------------------------------------------- | ---------------------- |
| Barn (Kinder)                                                          | Trond Viggo Torgersen, George Keller        | Det by'ner nå!         |
| Folkemusikk (Volksmusik)                                               | Hørkelgaddan                                | Tøffelmusikk           |
| Hedersdiplom (Ehrendiplom)                                             | Svein Dag Hauge                             | Pleasant Surprise      |
| Jazz                                                                   | Thorgeir Stubø                              | Notice                 |
| Jazz-Rock                                                              | Sidsel Endresen, Jon Eberson Group          | Jive Talking           |
| Klassisk (Klassisch)                                                   | Oslo Filharmoniske Orkester, Mariss Jansons | for 3 plater med Grieg |
| Pop                                                                    | Trond Granlund                              | Pleasant Surprise      |
| Rock                                                                   | De Press                                    | Block to Block         |
| Spesialpris/Juryens Hederspris (Spezialpreis/Ehrenpreis der Jury)      | Henning Sommerro                            | Litt ta me             |
| Sølvharpen/10-års jubileumspris (Silberharfe/10-Jahres-Jubiläumspreis) | Terje Rypdal                                | –                      |
| Viser (Weisen)                                                         | Halvdan Sivertsen                           | Liv laga               |
| Åpen Klasse (Offene Klasse)                                            | Geirr Lystrup                               | Songen om kjærligheta  |

## Nominierte
Barn
- Knut Lystad, Marianne Mørk: Mokke og høst
- Trond Viggo Torgersen, George Keller: Det by’ner nå!
- Vidar Sandbeck: Påsans viser

Folkemusikk
- Heimdal Spellemannslag: Trønderslåtter
- Hørkelgaddan: Tøffelmusikk
- Kirsten Bråten Berg: Kirsten Bråten Berg

Jazz
- Bjørn Krokfoss: Old News
- Thorgeir Stubø: Notice
- Ytre Suløens Jazz-ensemble: Kvite som negrar

Jazz-Rock
- Bjørn Christiansen: Starfighter
- Pål Thowsen: Carnivals
- Sidsel Endresen, Jon Eberson Group: Jive Talking

Klassisk
- Egil Hovland, Tor Stokke: Job
- Magne Elvestrand: Ludvig Mathias Lindemann
- Oslo Filharmoniske Orkester, Mariss Jansons: for 3 plater med Grieg

Pop
- Jannicke: Min stil
- Olav Stedje: Ta meg med
- Trond Granlund: Pleasant Surprise

Rock
- De Press: Block to Block
- Gjennomslag: Klare linjer
- Nøkken: Om det ikke går buss

Viser
- Halvdan Sivertsen: Liv laga
- Lars Klevstrand: Frie hender
- Øystein Sunde: Barkebille boogie

Åpen Klasse
- Bjørn Eidsvåg: Live in NY York
- Geirr Lystrup: Songen om kjærligheta
- Sigmund Groven: Musikken inni oss